# Aurelian Mortoiu
Aurelian Mortoiu (n. 2 martie 1931, Valea Călugărească, județul Prahova, d. 27 decembrie 2010, Timișoara) a fost inginer mecanic, general maior. În anul 1985 a deținut funcția de șef al Direcției a III-a a Securității, anterior a fost șeful Securității pe Județul Timiș.
A fost înaintat la gradul de general-maior (cu o stea) în 23 august 1984. Generalul-maior Aurelian Mortoiu a fost trecut în rezervă la data de 18 ianuarie 1990.
A încetat din viață pe data de 27 decembrie 2010, fiind înmormântat in Timișoara, in cimitirul ortodox Mehala.

## Distincții
- Medalia „Pentru servicii deosebite aduse în apărarea orînduirii de stat” (12 august 1959) „pentru contribuția activă la întărirea regimului democrat-popular”[3]
- Medalia Muncii (10 iulie 1961) „pentru rezultate deosebite obținute în îndeplinirea sarcinilor de serviciu”[4]
- Ordinul „Pentru servicii deosebite aduse în apărarea orînduirii sociale și de stat” clasa a III-a (10 august 1964) „pentru merite deosebite în opera de construire a socialismului, cu prilejul celei de a XX-a aniversări a eliberării patriei”[5]
- Ordinul „Steaua Republicii Socialiste România” clasa a V-a (16 decembrie 1972) „pentru merite deosebite în opera de construire a socialismului, cu prilejul aniversării a 25 de ani de la proclamarea Republicii”[6]